# Лумповська вузькоколійна залізниця
Лу́мповська ву́зькоколі́йна залізни́ця (рос. Лумповская узкоколейная железная дорога) — вузькоколійна залізниця, що функціонувала в XX столітті на території Ігринського, Увинського та Якшур-Бодьїнського районів Удмуртії, Росія.
За даними Міністерства лісової промисловості СРСР, перша ділянка залізниці була відкрита в 1936 році. Тоді вона з'єднувалась з Увинсько-Узгинською вузькоколійкою і мала ширину колії 1000 мм. Після будівництва в 1942-1943 роках ширококолійної залізниці Іжевськ-Пібаньшур, на місці вузькоколійної, Лумповська залізниця стала примикати до станції Пастухово.
В середині XX століття значення залізниця втратила і була закрита. Остаточно була розібрана в 1970-их роках. Село Лумпово та інші лісові селища, що знаходились на залізниці, були ліквідовані.